# معتمدية أم العرائس
معتمدية أم العرائس إحدى معتمديات الجمهورية التونسية، تابعة لولاية قفصة.

### مواضيع ذات علاقة
- ولاية قفصة.